# Thiodina punctulata
Thiodina punctulata là một loài nhện trong họ Salticidae.
Loài này thuộc chi Thiodina. Thiodina punctulata được Cândido Firmino de Mello-Leitão miêu tả năm 1917.